# 大聖寺 (埼玉県小川町)
大聖寺（だいしょうじ）は、埼玉県比企郡小川町にある天台宗の寺院。

## 歴史
1340年（暦応3年）、平貞義の開基である。貞義は当地を所領とする領主であったと推測され、希融法印を招聘して寺を創建した。
当寺には「六角塔婆」がある。これは6枚の板碑を組み合わせて六角柱の形にし、その上に笠状の石を載せたものである。開山の希融や開基の平貞義の名が刻まれている。なお平貞義の「平」は、かつて「源」だったのを刻み直した可能性がある。現在は国の重要文化財に指定されている。

## 文化財
- 石造法華経供養塔・板碑（重要文化財 大正2年8月20日指定）[3][4]

## 交通アクセス
- 小川町駅より徒歩45分。